# Israel nos Jogos Olímpicos de Verão da Juventude de 2010
Israel participou dos Jogos Olímpicos de Verão da Juventude de 2010 em Singapura. Com uma delegação de 15 atletas em oito esportes, o país conquistou 3 ouros e 2 pratas.

## Medalhistas
| Medalha | Nome            | Esporte   | Evento                    | Data         |
| ------- | --------------- | --------- | ------------------------- | ------------ |
| Ouro    | Gili Haimovitz  | Taekwondo | Até 48 kg masculino       | 15 de agosto |
| Ouro    | Dmitri Kroytor  | Atletismo | Salto em altura masculino | 21 de agosto |
| Ouro    | Mayan Rafic     | Vela      | Techno 293 masculino      | 25 de agosto |
| Prata   | Yakov Toumarkin | Natação   | 100 m costas masculino    | 16 de agosto |
| Prata   | Yakov Toumarkin | Natação   | 200 m costas masculino    | 20 de agosto |

## Atletismo
| Evento                    | Atleta         | Qualificação | Qualificação | Final     | Final   |
| Evento                    | Atleta         | Resultado    | Posição      | Resultado | Posição |
| ------------------------- | -------------- | ------------ | ------------ | --------- | ------- |
| Salto em altura masculino | Dmitri Kroytor | 2,07         | 7º           | 2,19      | [ 3 ]   |

## Basquetebol
Masculino:
| Elenco                                                      | Preliminares                                                                                               | Preliminares | Quartas-de-final    | Classificação 5-8     | Disputa pelo 5º lugar | Pos. final |
| Elenco                                                      | Grupo C | Pos.         | Quartas-de-final    | Classificação 5-8     | Disputa pelo 5º lugar | Pos. final |
| ----------------------------------------------------------- | --- | ------------ | ------------------- | --------------------- | --------------------- | ---------- |
| Igor Mayor Oleksander Chernuvych Sergey Zelikman Tom Maayan | USA Estados Unidos D 20-27 SIN Singapura V 27-14 CAF República Centro-Africana D 17-25 TUR Turquia V 32-19 | 2º           | CRO Croácia D 21-24 | ARG Argentina V 33-22 | LTU Lituânia D 24-28  | 5º         |

## Ginástica rítmica
| Evento           | Atleta              | Qualificação | Qualificação | Qualificação | Qualificação | Qualificação | Qualificação | Final  | Final  | Final  | Final  | Final  | Final      |
| Evento           | Atleta              | Corda        | Arco         | Maças        | Fita         | Total        | Pos.         | Corda  | Arco   | Maças  | Fita   | Total  | Pos. final |
| ---------------- | ------------------- | ------------ | ------------ | ------------ | ------------ | ------------ | ------------ | ------ | ------ | ------ | ------ | ------ | ---------- |
| Individual geral | Victoria Filanovsky | 23.100       | 23.325       | 23.500       | 23.825       | 93.750       | 6º           | 23.150 | 23.300 | 23.000 | 23.400 | 92.850 | 6º         |

## Judô
| Evento               | Atleta             | 1ª rodada                    | 2ª rodada                         | 3ª rodada                  | Semifinais repescagem             | Final repescagem              | Disputa pelo bronze             | Pos. final |
| -------------------- | ------------------ | ---------------------------- | --------------------------------- | -------------------------- | --------------------------------- | ----------------------------- | ------------------------------- | ---------- |
| Até 63 kg feminino   | Rotem Shor         | MRI Gaelle Nemorin V 020-000 | CRC Andrea Guillén V 110-000      | JPN Miku Tashiro D 000-101 | MRI Gaelle Nemorin V 100-000      | TUR Dilara Incedayi V 101-000 | LTU Laura Naginskaite D 000-100 | 5º         |
| Até 100 kg masculino | Yakov Mamistavalov | SRB Mateja Glusac V 100-000  | CUB Alex Garcia Mendoza D 000-001 |                            | ARG Bruno Abel Villalba V 100-000 | SRB Mateja Glusac D 000-100   | Não avançou                     | --         |

| Evento         | Atleta                                                 | 1ª rodada              | 2ª rodada                  | Semifinais                | Final       | Pos. final        |
| -------------- | ------------------------------------------------------ | ---------------------- | -------------------------- | ------------------------- | ----------- | ----------------- |
| Equipes mistas | Rotem Shor (como integrante da equipe Tóquio)          | ZZX Equipe Paris V 5-3 | ZZX Equipe Nova York V 4-4 | ZZX Equipe Belgrado D 3-5 | Não avançou | Medalha de bronze |
| Equipes mistas | Yakov Mamistavalov (como integrante da equipe Munique) | ZZX Equipe Essen D 3-4 | Não avançou                | Não avançou               | Não avançou | 9º                |

## Natação
| Evento                 | Atleta          | Qualificação | Qualificação | Semifinais | Semifinais   | Final       | Final            |
| Evento                 | Atleta          | Resultado    | Posição      | Resultado  | Posição      | Resultado   | Posição          |
| ---------------------- | --------------- | ------------ | ------------ | ---------- | ------------ | ----------- | ---------------- |
| 50 m peito masculino   | Imri Ganiel     | 29.52        | 7º (3º q2)   | 29.21      | 6º (4º sf2)  | 29.45       | 6º               |
| 100 m peito masculino  | Imri Ganiel     | 1:04.89      | 13º (7º q2)  | 1:04.27    | 7º (4º sf1)  | 1:04.28     | 7º               |
| 50 m livre feminino    | Nicol Samsonyk  | 26.91        | 11º (4º q9)  | 27.01      | 15º (7º sf2) | Não avançou | Não avançou      |
| 100 m livre feminino   | Nicol Samsonyk  | 58.02        | 11º (4º q5)  | 58.18      | 14º (7º sf2) | Não avançou | Não avançou      |
| 100 m costas masculino | Yakov Toumarkin | 55.55        | 1º (q3)      | 55.40      | 1º (sf2)     | 55.28       | Medalha de prata |
| 200 m costas masculino | Yakov Toumarkin | 2:02.04      | 2º (2º q3)   |            |              | 1:59.39     | Medalha de prata |
| 200 m medley masculino | Yakov Toumarkin | 2:04.13      | 8º (3º q4)   |            |              | 2:03.44     | 4º               |

## Taekwondo
| Evento              | Atleta         | 1ª rodada    | Quartas-de-final       | Semifinais             | Final                       | Pos. final      |
| ------------------- | -------------- | ------------ | ---------------------- | ---------------------- | --------------------------- | --------------- |
| Até 48 kg masculino | Gili Haimovitz | Sem oponente | PHI Kirk Barbosa V 8-7 | ARG Lucas Guzmán V 5-4 | IRI Mohammad Soleimani V WO | Medalha de ouro |

## Triatlo
| Evento              | Triatleta                                           | Natação | Transição 1 | Ciclismo | Transição 2 | Corrida | Tempo total | Pos.            |
| ------------------- | --------------------------------------------------- | ------- | ----------- | -------- | ----------- | ------- | ----------- | --------------- |
| Individual feminino | Fanny Beisaron                                      | 9:58    | 0:40        | 31:41    | 0:26        | 19:22   | 1:02:07.29  | 6º              |
| Revezamento         | Fanny Beisaron (como integrante da equipe Europa 1) |         |             |          |             |         | 1:19:51.42  | Medalha de ouro |

## Vela
| Evento               | Atleta      | Regata | Regata | Regata | Regata | Regata | Regata | Regata | Regata | Regata | Regata | Regata | Total | Posição         |
| Evento               | Atleta      | 1      | 2      | 3      | 4      | 5      | 6      | 7      | 8      | 9      | 10     | M      | Total | Posição         |
| -------------------- | ----------- | ------ | ------ | ------ | ------ | ------ | ------ | ------ | ------ | ------ | ------ | ------ | ----- | --------------- |
| Techno 293 masculino | Mayan Rafic | 5      | 1      | 2      | 1      | 2      | 4      | 1      | 1      | 1      | 8      | 4      | 22    | Medalha de ouro |
| Techno 293 feminino  | Naomi Cohen | 3      | 2      | 2      | 4      | 6      | OCS    | 2      | 8      | 6      | 5      | 8      | 46    | 4º              |

Notas:
- M - Regata da Medalha
- OCS – On the Course Side of the starting line
- DSQ – Disqualified (Desclassificado)
- DNF – Did Not Finish (Não completou)
- DNS – Did Not Start (Não largou)
- BFD – Black Flag Disqualification (Desclassificado por bandeira preta)
- RAF – Retired after Finishing (Retirou-se após completar a prova)